# Кривоклат
Кривоклат (словац. Krivoklát) — село в окрузі Ілава Тренчинського краю Словаччини. Площа села 10,67 км². Станом на 31 грудня 2015 року в селі проживало 247 жителів.

## Історія
Перші згадки про село датуються 1439 роком.

## Географія
Розташована природоохоронна територія Кривоклатська ущелина.

## Населення
| Рік:            | 1994. | 2004.    | 2014.    | 2024.   |
| --------------- | ----- | -------- | -------- | ------- |
| Кількість осіб: | 327   | 288      | 250      | 218     |
| Різниця:        |       | -11,92 % | -13,19 % | -12,8 % |

| Рік:            | 2023. | 2024.   |
| --------------- | ----- | ------- |
| Кількість осіб: | 219   | 218     |
| Різниця:        |       | -0,45 % |